# Verhnoinhulske, Bobrîneț
Verhnoinhulske (în ucraineană Верхньоінгульське) este localitatea de reședință a comunei Verhnoinhulske din raionul Bobrîneț, regiunea Kirovohrad, Ucraina.

## Demografie
Componența lingvistică a localității Verhnoinhulske
     Ucraineană (91,88%)
     Rusă (6,09%)
     Romani (1,02%)
     Alte limbi (0,51%)
Conform recensământului din 2001, majoritatea populației localității Verhnoinhulske era vorbitoare de ucraineană (91,88%), existând în minoritate și vorbitori de rusă (6,09%) și romani (1,02%).